# Mi sono reincarnato in uno slime
Mi sono reincarnato in uno slime (転生したらスライムだった件?, Tensei shitara suraimu datta ken, lett. "La storia di quando mi sono reincarnato in uno slime") è una serie di light novel scritta da Fuse e illustrata da Mitz Vah, edita da Micro Magazine sotto l'etichetta GC Novels dal 30 maggio 2014. La storia ha ispirato due manga, la cui serializzazione è iniziata rispettivamente il 26 marzo 2015 e il 28 luglio 2016. Un adattamento anime, prodotto da 8-Bit e composto al momento da tre stagioni, viene trasmesso sulle televisioni giapponesi dal 1º ottobre 2018. A differenza della serie di light novel, l'edizione italiana del manga del 2015 è stata intitolata Vita da slime, mentre quella dell'anime That Time I Got Reincarnated as a Slime.

## Trama
Satoru Mikami, proteggendo un collega di lavoro da un rapinatore, muore accoltellato e si risveglia in una caverna, in un mondo fantasy, reincarnato in uno slime dotato di particolari capacità. Lo slime riceve da un drago imprigionato nella caverna il nome di Limur Tempest. La storia che segue narra le avventure, l'evoluzione e l'ascesa di Limur.

## Media

### Light novel
L'opera, scritta e ideata da Fuse, è stata pubblicata sul sito web Shōsetsuka ni narō tra il 20 febbraio 2013 e il 14 luglio 2014. Concepita dall'autore come una serie di romanzi amatoriali, è stata poi adattata in una serie di light novel, illustrata da Mitz Vah ed edita da Micro Magazine sotto l'etichetta GC Novels, a partire dal 30 maggio 2014. Al 30 gennaio 2025 sono stati pubblicati ventidue volumi in tutto. A fine dicembre 2021 è stato annunciato che la serie si sarebbe conclusa con un totale di 22 volumi, tuttavia nell'ottobre 2024 l'autore ha comunicato che la serie presenterà ulteriori volumi. I diritti di distribuzione in lingua italiana sono stati acquisiti da Dokusho Edizioni che pubblica la serie dal 16 dicembre 2021. La traduzione dei testi è curata da Massimo Morelli (volume 1), Salvatore Corallo (volume 2) e Raffaele Sansone (dal volume 3). I diritti in lingua inglese sono stati acquistati da Yen Press.
| Nº | Data di prima pubblicazione | Data di prima pubblicazione | Data di prima pubblicazione | Data di prima pubblicazione                                                 |
| Nº | Giapponese                  | Giapponese                  | Italiano                    | Italiano                                                                    |
| -- | --------------------------- | --------------------------- | --------------------------- | --------------------------------------------------------------------------- |
| 1  | 30 maggio 2014              | ISBN 978-4-89637-459-9      | 16 dicembre 2021            | ISBN 978-88-946559-0-2                                                      |
| 2  | 30 agosto 2014              | ISBN 978-4-89637-473-5      | 5 ottobre 2022              | ISBN 978-88-946559-2-6                                                      |
| 3  | 24 dicembre 2014            | ISBN 978-4-89637-488-9      | 22 giugno 2023              | ISBN 978-88-946559-5-7                                                      |
| 4  | 30 aprile 2015              | ISBN 978-4-89637-502-2      | 29 settembre 2023           | ISBN 978-88-946559-9-5                                                      |
| 5  | 30 maggio 2015              | ISBN 978-4-89637-507-7      | 11 dicembre 2023            | ISBN 979-12-81493-05-6 (ed. regolare) ISBN 979-12-81493-07-0 (ed. limitata) |
| 6  | 30 ottobre 2015             | ISBN 978-4-89637-538-1      | 2 aprile 2024               | ISBN 979-12-81493-14-8 (ed. regolare) ISBN 979-12-81493-15-5 (ed. limitata) |
| 7  | 28 aprile 2016              | ISBN 978-4-89637-561-9      | 26 luglio 2024              | ISBN 979-12-81493-23-0                                                      |
| 8  | 30 agosto 2016              | ISBN 978-4-89637-577-0      | 17 luglio 2025              | ISBN 979-12-81493-40-7 (ed. regolare) ISBN 979-12-81493-41-4 (ed. limitata) |
| 9  | 30 novembre 2016            | ISBN 978-4-89637-600-5      | —                           | —                                                                           |
| 10 | 7 aprile 2017               | ISBN 978-4-89637-630-2      | —                           | —                                                                           |
| 11 | 8 dicembre 2017             | ISBN 978-4-89637-678-4      | —                           | —                                                                           |
| 12 | 9 marzo 2018                | ISBN 978-4-89637-698-2      | —                           | —                                                                           |
| 13 | 28 settembre 2018           | ISBN 978-4-89637-816-0      | —                           | —                                                                           |
| 14 | 29 marzo 2019               | ISBN 978-4-89637-862-7      | —                           | —                                                                           |
| 15 | 28 settembre 2019           | ISBN 978-4-89637-923-5      | —                           | —                                                                           |
| 16 | 27 marzo 2020               | ISBN 978-4-89637-989-1      | —                           | —                                                                           |
| 17 | 30 settembre 2020           | ISBN 978-4-86716-056-5      | —                           | —                                                                           |
| 18 | 31 marzo 2021               | ISBN 978-4-86716-122-7      | —                           | —                                                                           |
| 19 | 30 novembre 2021            | ISBN 978-4-86716-203-3      | —                           | —                                                                           |
| 20 | 30 settembre 2022           | ISBN 978-4-86716-339-9      | —                           | —                                                                           |
| 21 | 30 ottobre 2023             | ISBN 978-4-86716-488-4      | —                           | —                                                                           |
| 22 | 30 gennaio 2025             | ISBN 978-4-86716-707-6      | —                           | —                                                                           |

### Manga

Copertina del primo volume dell'edizione italiana, raffigurante Shizu e il protagonista Limur Tempest in forma di slime

Un adattamento manga di Taiki Kawakami ha iniziato la serializzazione sulla rivista Monthly Shōnen Sirius di Kōdansha il 26 marzo 2015. Ventinove volumi tankōbon sono stati pubblicati tra il 30 ottobre 2015 e il 9 giugno 2025. Un'edizione in lingua italiana a cura di Star Comics ha avuto inizio ad aprile 2018. La traduzione dei testi è curata da Luigi Boccasile, l'adattamento è di Nicola Cervellati e il lettering è realizzato da Federica Bellinato. I diritti di distribuzione in lingua inglese sono stati acquistati da Kodansha Comics USA.
| 1  | 30 ottobre 2015 | ISBN 978-4-06-376578-6                                                      | 11 aprile 2018    | ISBN 978-88-226-0858-1 |
| 1  | Capitoli - 1. Morte e reincarnazione (死亡～そして転生?, Shibō ~ soshite tensei) - 2. Il protettore del villaggio dei goblin (ゴブリン村の守護者?, Goburin-mura no gādian) - 3. Il signore degli Zanna di Lupo (牙狼族の主?, Kibaōkami-zoku no omo) - 4. Verso il regno dei nani (目指せドワーフ王国?, Mezase dowāfu ōkoku) - 5. Il nano artigiano (ドワーフの職人?, Dowāfu no shokunin) - 6. La persona del destino (運命の人?, Unmei no hito) - Bonus. (ヴェルドラのスライム観察日記?, Verudora no Suraimu kansatsu nikki, lett. "Il diario di osservazione dello slime di Veldora") |                                                                             |                   |                        |
| 2  | 28 aprile 2016 | ISBN 978-4-06-390623-3                                                      | 9 maggio 2018     | ISBN 978-88-226-1000-3 |
| 2  | Capitoli - 7. Il giudizio del re eroe (英雄王の審判?, Eiyū-ō no shinpan) - 8. Un profumo che sa di nostalgia (懐かしい香り?, Natsukashī kaori) - 9. Il demone delle fiamme (炎の魔人?, Honō no majin) - 10. Sentimenti ereditati (受け継がれる想い?, Uketsuga reru omoi) - 11. L'inizio del caos (争乱の始まり?, Sōran no hajimari) - Bonus. (ヴェルドラのスライム観察日記?, Verudora no Suraimu kansatsu nikki, lett. "Il diario di osservazione dello slime di Veldora") |                                                                             |                   |                        |
| 3  | 30 novembre 2016 (ed. regolare & speciale) | ISBN 978-4-06-390666-0 (ed. regolare) ISBN 978-4-06-397020-3 (ed. speciale) | 11 luglio 2018    | ISBN 978-88-226-1055-3 |
| 3  | Capitoli - 12. L'essere più forte della foresta di Jura (ジュラの森の強者?, Jura no mori no tsuwamono) - 13. L'attacco degli ogre (大鬼族の襲撃?, Dai kizoku no shūgeki) - 14. La storia degli ogre (大鬼族の事情?, Dai kizoku no jijō) - 15. Strani avvenimenti nella grande foresta (大森林の異変?, Dai shinrin no ihen) - 16. L'arrivo di Gabil (ガビル参上!?, Gabiru sanjō!) - 17. Gobta VS. Gabil (ゴブタ VS ガビル?, Gobuta VS Gabiru) - Bonus. (ヴェルドラのスライム観察日記?, Verudora no Suraimu kansatsu nikki, lett. "Il diario di osservazione dello slime di Veldora")    |                                                                             |                   |                        |
| 4  | 7 aprile 2017 (ed. regolare) 5 aprile 2017 (ed. speciale) | ISBN 978-4-06-390693-6 (ed. regolare) ISBN 978-4-06-397029-6 (ed. speciale) | 12 settembre 2018 | ISBN 978-88-226-1162-8 |
| 4  | Capitoli - 18. L'ingranaggio pronto a impazzire (狂いゆく歯車?, Kurui yuku haguruma) - 19. Ingannevole vantaggio (偽りの優勢?, Itsuwari no yūsei) - 20. Discesa in campo (出陣の關?, Shutsujin no seki) - 21. Tumulti sul campo di battaglia (戦場に生じた波紋?, Senjō ni shōjita hamon) - 22. Death storm (黒雷嵐?, Kuroikazuchi arashi) - Bonus. (ヴェルドラのスライム観察日記?, Verudora no Suraimu kansatsu nikki, lett. "Il diario di osservazione dello slime di Veldora") |                                                                             |                   |                        |
| 5  | 8 settembre 2017 (ed. regolare) 7 settembre 2017 (ed. speciale) | ISBN 978-4-06-390728-5 (ed. regolare) ISBN 978-4-06-397050-0 (ed. speciale) | 7 novembre 2018   | ISBN 978-88-226-1132-1 |
| 5  | Capitoli - 23. Orc disaster (オーク・ディザスター?, Ōku Dizasutā) - 24. L'adorato re demone (心服の魔王?, Shinpuku no maō) - 25. L'essere che divora ogni cosa (全てを喰らう者?, Subete o kurau mono) - 26. La grande alleanza della foresta di Jura (ジュラの森大同盟?, Jura no mori dai dōmei) - 27. Un luogo in cui poter vivere tranquilli (安らげる場所?, Yasurageru basho) - Bonus. (ヴェルドラのスライム観察日記?, Verudora no Suraimu kansatsu nikki, lett. "Il diario di osservazione dello slime di Veldora")                                                                |                                                                             |                   |                        |
| 6  | 8 dicembre 2017 (ed. regolare & speciale) | ISBN 978-4-06-510505-4 (ed. regolare) ISBN 978-4-06-510417-0 (ed. speciale) | 9 gennaio 2019    | ISBN 978-88-226-1137-6 |
| 6  | Capitoli - 28. Chi ha messo gli occhi sul villaggio dei mostri (魔物の町に注目する者たち?, Mamono no machi ni chūmoku suru mono-tachi) - 29. La riunione dei Re demoni (魔王会談?, Maō kaidan) - 30. Un luogo in cui stare in pace (安らげる場所?, Yasurageru basho) - 31. Il turbine Milim (1ª parte) ((ミリム旋風(前編)?, Mirimu senpū (zenpen)) - Bonus. (ヴェルドラのスライム観察日記?, Verudora no Suraimu kansatsu nikki, lett. "Il diario di osservazione dello slime di Veldora")                                                                                              |                                                                             |                   |                        |
| 7  | 9 marzo 2018 (ed. regolare & speciale) | ISBN 978-4-06-511098-0 (ed. regolare) ISBN 978-4-06-511465-0 (ed. speciale) | 13 marzo 2019     | ISBN 978-88-226-1294-6 |
| 7  | Capitoli - 32. Il turbine Milim (2ª parte) (ミリム旋風（後編）?, Mirimu senpū (kōhen)) - 33. Le macchinazioni dei re demoni (魔王達の企み?, Maō-tachi no takurami) - 34. Visitatori nel regno dei mostri (魔物の国に集う者達?, Mamono no kuni ni tsudou-mono-tachi) - 35. Il piano per trasformare Youm in un eroe (ヨウム英雄化計画?, Yōmu eiyū-ka keikaku) - Bonus. (ヴェルドラのスライム観察日記?, Verudora no Suraimu kansatsu nikki, lett. "Il diario di osservazione dello slime di Veldora")                                                                                    |                                                                             |                   |                        |
| 8  | 8 giugno 2018 (ed. regolare & speciale) | ISBN 978-4-06-511672-2 (ed. regolare) ISBN 978-4-06-512501-4 (ed. speciale) | 12 giugno 2019    | ISBN 978-88-226-1426-1 |
| 8  | Capitoli - 36. L'urgente messaggio della guardiana (管理者の急報?, Kanrisha no kyūhō) - 37. Il Charybdis (暴風大妖渦?, Karyufudisu) - 38. Il tiranno della distruzione (破壊の暴君?, Hakai no bōkun) - 39. Come un vero regno (国家として?, Kokka toshite) - Bonus. (ヴェルドラのスライム観察日記?, Verudora no Suraimu kansatsu nikki, lett. "Il diario di osservazione dello slime di Veldora") |                                                                             |                   |                        |
| 9  | 28 settembre 2018 (ed. regolare & speciale) | ISBN 978-4-06-512742-1 (ed. regolare) ISBN 978-4-06-513500-6 (ed. speciale) | 11 settembre 2019 | ISBN 978-88-226-1523-7 |
| 9  | Capitoli - 40. Scambi commerciali con il regno delle bestie (獣王国との交易?, Kemono ōkoku to no kōeki) - 41. L'invito di re Gazehr (1ª parte) (ガゼル王の招待（前編）?, Gazeru-ō no shōtai (zenpen)) - 42. L'invito di re Gazehr (2ª parte) (ガゼル王の招待（後編）?, Gazeru-ō no shōtai (kōhen)) - 43. Verso i regni umani (人間の国へ?, Ningen no kuni e) - Bonus. (ヴェルドラのスライム観察日記?, Verudora no Suraimu kansatsu nikki, lett. "Il diario di osservazione dello slime di Veldora")                                                                                    |                                                                             |                   |                        |
| 10 | 7 dicembre 2018 (ed. regolare & speciale) | ISBN 978-4-06-513916-5 (ed. regolare) ISBN 978-4-06-514674-3 (ed. speciale) | 11 dicembre 2019  | ISBN 978-88-226-1621-0 |
| 10 | Capitoli - 44. Nel regno di Bulmund (1ª parte) (ブルムンド王国にて（前編）?, Burumundo ōkoku nite (zenpen)) - 45. Nel regno di Bulmund (2ª parte) (ブルムンド王国にて（後編）?, Burumundo ōkoku nite (kōhen)) - 46. Yuki Kagurazaka (ユウキ・カグラザカ?, Yūki kagurazaka) - 47. Eroi mancati (勇者のなり損ない?, Yūsha no nari sokonai) - Bonus. (ヴェルドラのスライム観察日記?, Verudora no Suraimu kansatsu nikki, lett. "Il diario di osservazione dello slime di Veldora") |                                                                             |                   |                        |
| 11 | 29 marzo 2019 | ISBN 978-4-06-514780-1                                                      | 11 marzo 2020     | ISBN 978-88-226-1798-9 |
| 11 | Capitoli - 48. Il lavoro di insegnante (先生のお仕事?, Sensei no oshigoto) - 49. Il grande mercante Gard Mjolmair (大商人ガルド・ミョルマイル?, Ōakindo Garudo Myorumairu) - 50. La dimora degli spiriti (精霊の棲家?, Seirei no sumika) - 51. La regina degli spiriti (精霊の女王?, Seirei no joō) - 52. Anime salve (救われる魂?, Sukuwareru tamashii) - Bonus. (ヴェルドラのスライム観察日記?, Verudora no Suraimu kansatsu nikki, lett. "Il diario di osservazione dello slime di Veldora")                                                                                        |                                                                             |                   |                        |
| 12 | 9 luglio 2019 (ed. regolare & speciale) | ISBN 978-4-06-516205-7 (ed. regolare) ISBN 978-4-06-513935-6 (ed. speciale) | 8 luglio 2020     | ISBN 978-88-226-1878-8 |
| 12 | Capitoli - 53. La strega Myuran (魔女ミュウラン?, Majo Myuuran) - 54. Preludio al disastro (災厄の前奏曲?, Saiyaku no Pureryūdo) - 55. Il nemico naturale dei mostri (魔物の天敵?, Mamono no tenteki) - 56. Intreccio di intenzioni (絡み合う思惑?, Karamiau omowaku) - 57. Sciagurati visitatori (災いの来訪者?, Wazawai no raihō-sha) - 58. Catastrofe (災禍?, Saika) - Bonus. (ヴェルドラのスライム観察日記?, Verudora no Suraimu kansatsu nikki, lett. "Il diario di osservazione dello slime di Veldora")                                                                         |                                                                             |                   |                        |
| 13 | 4 dicembre 2019 (ed. regolare & speciale) | ISBN 978-4-06-517764-8 (ed. regolare) ISBN 978-4-06-514032-1 (ed. speciale) | 14 ottobre 2020   | ISBN 978-88-226-1989-1 |
| 13 | Capitoli - 59. Disperazione e speranza (絶望と希望?, Zetsubō to kibō) - 60. La condizione necessaria (希望の条件?, Kibō no jōken) - 61. La punizione della strega (魔女の処罰?, Majo no shobatsu) - 62. Mostro o essere umano (魔物であれ人間であれ?, Mamono de are ningen de are) - 63. L'ora del contrattacco (逆襲の刻?, Gyakushū no toki) - Bonus. (ヴェルドラのスライム観察日記?, Verudora no Suraimu kansatsu nikki, lett. "Il diario di osservazione dello slime di Veldora")                                                                                                   |                                                                             |                   |                        |
| 14 | 27 marzo 2020 (ed. regolare & speciale) | ISBN 978-4-06-518759-3 (ed. regolare) ISBN 978-4-06-514033-8 (ed. speciale) | 7 aprile 2021     | ISBN 978-88-226-2189-4 |
| 14 | Capitoli - 64. Tutto un altro livello (格の違い?, Kaku no chigai) - 65. Megiddo (神之怒?, Megido) - 66. Spietato (心無者?, Mujihinarumono) - 67. Il demone ossequioso (敬愛の悪魔?, Keiai no akuma) - Bonus. (ヴェルドラのスライム観察日記?, Verudora no Suraimu kansatsu nikki, lett. "Il diario di osservazione dello slime di Veldora") |                                                                             |                   |                        |
| 15 | 9 luglio 2020 (ed. regolare & speciale) | ISBN 978-4-06-520127-5 (ed. regolare) ISBN 978-4-06-514034-5 (ed. speciale) | 7 luglio 2021     | ISBN 978-88-226-2406-2 |
| 15 | Capitoli - 68. La nascita di un re demone (魔王誕生?, Maō tanjō) - 69. La festa della resurrezione di Tempest (テンペスト復活祭?, Tenpesuto fukkatsu-sai) - 70. Yurasania, il giorno della distruzione (獣王国、滅びの日?, Yūrazania, horobi no hi) - 65.5. Il quadrifoglio dell'ultima ora (今際の際にシロツメクサ?, Imawanokiwa ni shirotsumekusa) - Bonus. (ヴェルドラのスライム観察日記?, Verudora no Suraimu kansatsu nikki, lett. "Il diario di osservazione dello slime di Veldora")                                                                                            |                                                                             |                   |                        |
| 16 | 27 novembre 2020 (ed. regolare & speciale) | ISBN 978-4-06-521244-8 (ed. regolare) ISBN 978-4-06-518334-2 (ed. speciale) | 10 novembre 2021  | ISBN 978-88-226-2735-3 |
| 16 | Capitoli - 71. L'essere liberato (解き放たれし者?, Tokihanata reshi mono) - 72. Vortice di intrighi (渦巻く陰謀?, Uzumaku inbō) - 73. Le macchinazioni degli esseri demoniaci (魔人達の策謀?, Majin-tachi no sakubō) - 74. Una riunione di uomini e mostri (人魔会談１?, Jinma kaidan 1) - Bonus. (ヴェルドラのスライム観察日記?, Verudora no Suraimu kansatsu nikki, lett. "Il diario di osservazione dello slime di Veldora") |                                                                             |                   |                        |
| 17 | 31 marzo 2021 (ed. regolare & speciale) | ISBN 978-4-06-522558-5 (ed. regolare) ISBN 978-4-06-523052-7 (ed. speciale) | 9 marzo 2022      | ISBN 978-88-226-3020-9 |
| 17 | Capitoli - 75. Una riunione di uomini e mostri (2ª parte) (人魔会談２?, Jinma kaidan 2) - 76. Re demoni e draghi (魔王と竜種?, Maō to ryūshu) - 77. La notte prima della battaglia campanale (会戦前夜?, Kaisen zenya) - 78. Walpurgis (魔王達の宴（ワルプルギス）?, Maō-tachi no utage (Warupurugisu)) - 79. La battaglia (会戦?, Kaisen) |                                                                             |                   |                        |
| 18 | 8 luglio 2021 (ed. regolare & speciale) | ISBN 978-4-06-523837-0 (ed. regolare) ISBN 978-4-06-523838-7 (ed. speciale) | 6 luglio 2022     | ISBN 978-88-226-3329-3 |
| 18 | Capitoli - 80. Il ritorno del grande mostro (大妖の再来?, Taiyō no sairai) - 81. Il re degli spettri (死霊の王?, Shiryō no ō) - 82. La fedeltà del demone (悪魔の忠誠?, Akuma no chūsei) - 83. Crazy Pierrot (喜狂の道化（クレイジーピエロ）?, Kikyō no dōke (Kureijī Piero)) |                                                                             |                   |                        |
| 19 | 9 dicembre 2021 | ISBN 978-4-06-526034-0                                                      | 11 gennaio 2023   | ISBN 978-88-226-3616-4 |
| 19 | Capitoli - 84. La compagnia dei pagliacci moderati (中庸道化連?, Chūyō dōke ren) - 85. Nel luogo sacro (聖なる場所で?, Seinaru basho de) - 86. Octagram (八星魔王?, Hachi hoshi maō) - 87. La mano destra di dio (神の右手?, Kami no migite) - Extra. Gourmet road (グルメロード?, Gurumerōdo) |                                                                             |                   |                        |
| 20 | 9 marzo 2022 (ed. regolare & speciale) | ISBN 978-4-06-527091-2 (ed. regolare) ISBN 978-4-06-527100-1 (ed. speciale) | 5 aprile 2023     | ISBN 978-88-226-3931-8 |
| 20 | Capitoli - 88. Il demone e le macchinazioni (悪魔と謀略?, Akuma to bōryaku) - 89. La Federazione dei regni dei mostri e il Sacro impero (魔国連邦と神聖法皇国?, Makoku renpō to shinseihō kōkoku) - 90. Le intenzioni dei santi (聖人の思惑?, Seijin no omowaku) - 91. Ricordi del luogo natio (同郷を想う?, Dōkyō o omō) - 92. Il secondo scontro (二度目の対峙?, Nidome no taiji) |                                                                             |                   |                        |
| 21 | 7 luglio 2022 (ed. regolare & speciale) | ISBN 978-4-06-528494-0 (ed. regolare) ISBN 978-4-06-528492-6 (ed. speciale) | 13 settembre 2023 | ISBN 978-88-226-4260-8 |
| 21 | Capitoli - 93. Violento scontro tra sacro e demoniaco (聖魔激突?, Shōma gekitotsu) - 94. Il sorriso dell'antico demone (古き悪魔の微笑み?, Furuki akuma no hohoemi) - 95. Le trame dei saggi (賢人の目論見?, Kenjin no mokuromi) - 96. Dio e re demone (神と魔王?, Kami to maō) |                                                                             |                   |                        |
| 22 | 8 dicembre 2022 | ISBN 978-4-06-529915-9                                                      | 16 gennaio 2024   | ISBN 978-88-226-4450-3 |
| 22 | Capitoli - 97. La benedizione ai defunti (死せる者への祝福?, Shiserumono e no shukufuku) - 98. Resoconto degli sviluppi (経過報告?, Keika hōkoku) - 99. Riconciliazioni e patti (1ª parte) (和解と協定1?, Wakai to kyōtei 1) - 100. Riconciliazioni e patti (2ª parte) (和解と協定2?, Wakai to kyōtei 2) - 101. Riconciliazioni e patti (2ª parte e 1/2) (和解と協定2.5?, Wakai to kyōtei 2.5) |                                                                             |                   |                        |
| 23 | 9 maggio 2023 (ed. regolare & speciale) | ISBN 978-4-06-531626-9 (ed. regolare) ISBN 978-4-06-531625-2 (ed. speciale) | 21 maggio 2024    | ISBN 978-88-226-4851-8 |
| 23 | Capitoli - 102. Lettere d'invito (各国と招待状?, Kakkoku to jōtaijō) - 103. Labyrinth (迷宮妖精?, Meikyū yōsei) - 104. I preparativi per l'apertura (開催準備?, Kaisai junbi) - 105. Un tengu e la nascita di un amore (長鼻族?, Tengu no naresome) |                                                                             |                   |                        |
| 24 | 8 settembre 2023 (ed. regolare & speciale) | ISBN 978-4-06-532861-3 (ed. regolare) ISBN 978-4-06-533092-0 (ed. speciale) | 17 settembre 2024 | ISBN 978-88-226-5108-2 |
| 24 | Capitoli - 106. La cerimonia di udienza (謁見式?, Ekkenshiki) - 107. Il prode del lampo (閃光の勇者?, Senkō no yūsha) - 108. La notte prima del festival (開国祭前夜?, Kaikokusai zen'ya) - 109. Vecchi e nuovi incontri (再会と出会い?, Saikai to deai) |                                                                             |                   |                        |
| 25 | 9 gennaio 2024 (ed. regolare & speciale) | ISBN 978-4-06-534117-9 (ed. regolare) ISBN 978-4-06-534118-6 (ed. speciale) | 21 gennaio 2025   | ISBN 978-88-226-5426-7 |
| 25 | Capitoli - 110. I meriti del cibo (食の功績?, Shoku no kōseki) - 111. Il festival dell'apertura del paese (開国祭?, Kaikokusai) - 112. Un problema da risolvere (問題発生?, Mondai hassei) - 113. Il torneo di combattimento (武闘大会?, Butō taikai) |                                                                             |                   |                        |
| 26 | 7 giugno 2024 (ed. regolare & speciale) | ISBN 978-4-06-535745-3 (ed. regolare) ISBN 978-4-06-535686-9 (ed. speciale) | 27 maggio 2025    | ISBN 978-88-226-5703-9 |
| 26 | Capitoli - 114. Il vertice trilaterale (三巨頭会談?, San kyotōkaidan) - 115. La finale e la conversazione (決勝戦と談話?, Kesshōsen to danwa) - 116. L'apertura del labirinto (迷宮解放?, Meikyū kaihō) - 117. L'esplorazione del labirinto (迷宮探索?, Meikyū tansaku) |                                                                             |                   |                        |
| 27 | 9 settembre 2024 (ed. regolare & speciale) | ISBN 978-4-06-536687-5 (ed. regolare) ISBN 978-4-06-537170-1 (ed. speciale) | 16 settembre 2025 | ISBN 978-88-226-6261-3 |
| 27 | Capitoli - 118. (祭りの後?, Matsuri no ato) - 119. (順調な迷宮運営?, Junchōna meikyū un'ei) - 120. (スライムの脅威?, Suraimu no kyōi) |                                                                             |                   |                        |
| 28 | 30 gennaio 2025 (ed. regolare & speciale) | ISBN 978-4-06-538016-1 (ed. regolare) ISBN 978-4-06-538390-2 (ed. speciale) | —                 | —                      |
| 28 | Capitoli - 121. (評議会にむけて?, Hyōgi-kai ni mukete) - 122. (イングラシアへ?, Ingurashia e) - 123. (混沌の評議会?, Konton no hyōgi-kai) - 124. (混沌の評議会 ２?, Konton no hyōgi-kai 2) |                                                                             |                   |                        |
| 29 | 9 giugno 2025 | ISBN 978-4-06-539688-9                                                      | —                 | —                      |
| 29 | Capitoli - 125. (黒幕の正体?, Kuromaku no shōtai) - 126. (強欲の罠?, Gōyoku no wana) - 127. (古代都市アムリタ?, Kodai toshi Amurita) - 128. (強欲のマリアベル?, Gōyoku no Mariaberu) |                                                                             |                   |                        |

#### Spin-off
Un manga spin-off, intitolato A proposito di vita da slime - A spasso per Tempest (転生したらスライムだった件～魔物の国の歩き方～?, Tensei shitara slime datta ken: mamono no kuni no arukikata) e disegnato da Shō Okagiri, è stato pubblicato sul sito web Comic Ride di Micro Magazine dal 28 luglio 2016 per poi interrompersi il 30 gennaio 2021 a causa delle condizioni di salute del disegnatore. Il primo volume tankōbon è stato pubblicato il 7 aprile 2017 e al 30 gennaio 2021 ne sono stati messi in vendita otto. In Italia la serie viene pubblicata da Ishi Publishing a partire dal 13 marzo 2023. La traduzione dei testi è curata da Davide Campari, mentre il lettering è realizzato da Ludovica De Santis.
| 1 | 7 aprile 2017 | ISBN 978-4-89637-628-9 | 13 marzo 2023   | ISBN 979-12-81316-01-0                                                     |
| 1 | Capitoli - 1. La bancarella dei takoyaki si merita 3 stelle! - 2. Il negozio di abbigliamento si merita 3 stelle! - 3. Il fabbro si merita 3 stelle! - 4. La gita in carrozza si merita 3 stelle! - 5. La sensazione di ubriachezza si merita 3 stelle! - 6. Il dungeon si merita 3 stelle! - 7. Il dungeon si merita 3 stelle! (parte 2)                                          |                        |                 |                                                                            |
| 2 | 8 dicembre 2017 | ISBN 978-4-89637-684-5 | 18 maggio 2023  | ISBN 979-12-81316-10-2                                                     |
| 2 | Capitoli - 8. Il luogo di riposo degli esploratori si merita 3 stelle! - 9. Il bagno all'aperto si merita 3 stelle! - 10. Il quartiere dei fabbri si merita 3 stelle! - 11. La gita in cielo si merita 3 stelle! - 12. Le foto ricordano si meritano 3 stelle! - 13. Il test di coraggio si merita 3 stelle! - 14. Il test di coraggio si merita 3 stelle! (parte 2)               |                        |                 |                                                                            |
| 3 | 9 marzo 2018 | ISBN 978-4-89637-701-9 | 2 novembre 2023 | ISBN 979-12-81316-11-9 (ed. regolare) ISBN 979-12-81316-23-2 (ed. Variant) |
| 3 | Capitoli - 15. I dolci di prima categoria si meritano 3 stelle! - 16. Lo Sweet Colosseum si merita 3 stelle! - 17. Il test d'assaggio si merita 3 stelle! - 18. Il tour della cucina si merita 3 stelle! - 19. Le lezioni di prova si merita 3 stelle! - EX. L'appuntamento con Shion si merita 3 stelle...? - GB. Guida turistica a Tempest - parte 1                             |                        |                 |                                                                            |
| 4 | 28 settembre 2018 | ISBN 978-4-89637-820-7 | 4 marzo 2024    | ISBN 979-12-81316-12-6                                                     |
| 4 | Capitoli - 20. Scolpire sculture si merita 3 stelle! - 21. I fiori di ciliegio si meritano 3 stelle! - 22. Il bagno al mare si merita 3 stelle! - 23. Il parco a tema si merita 3 stelle! - 24. La carta magica si merita 3 stelle! |                        |                 |                                                                            |
| 5 | 29 marzo 2019 | ISBN 978-4-89637-865-8 | 7 giugno 2024   | ISBN 979-12-81316-13-3 (ed. regolare) ISBN 979-12-81316-62-1 (ed. Variant) |
| 5 | Capitoli - 25. Sentirsi una nobile si merita 3 stelle! - 26. L'organizzazione segreta si merita 3 stelle! - 27. Il ricevimento segreto si merita 3 stelle! - 28. Gli ambasciatori si meritano 3 stelle! - 29. L'arena sotterranea si merita 3 stelle! |                        |                 |                                                                            |
| 6 | 30 ottobre 2019 | ISBN 978-4-89637-935-8 | 5 dicembre 2024 | ISBN 979-12-81316-14-0                                                     |
| 6 | Capitoli - 30. I modelli si meritano 3 stelle! - 31. Le riprese del video si meritano 3 stelle! - 32. La caccia ai mostri si merita 3 stelle! - 33. Lo zoo si merita 3 stelle! - 34. Il villaggio dei Rabbitman si merita 3 stelle! - EX. Scacciare gli oni si merita 3 stelle?!                                                                                                   |                        |                 |                                                                            |
| 7 | 30 giugno 2020 | ISBN 978-4-86716-025-1 | 3 aprile 2025   | ISBN 979-12-81316-15-7                                                     |
| 7 | Capitoli - 35. Il villaggio dei Rabbitman si merita 3 stelle! - Parte 2 - 36. Il villaggio dei Rabbitman si merita 3 stelle! - Parte 3 - 37. Il villaggio dei Rabbitman si merita 3 stelle! - Parte 4 - 38. Il villaggio dei Rabbitman si merita 3 stelle! - Parte 5 - 39. Il torneo di palla prigioniera si merita 3 stelle! - 40. La prevenzione del crimine si merita 3 stelle! |                        |                 |                                                                            |
| 8 | 30 gennaio 2021 | ISBN 978-4-86716-104-3 | 2 maggio 2025   | ISBN 979-12-81316-16-4 (ed. regolare) ISBN 979-12-81316-87-4 (ed. Variant) |
| 8 | Capitoli - 41. Andare in vacanza si merita 3 stelle! - 42. Rintanarsi nel bar si merita 3 stelle! - 43. Cercare rifugio in città si merita 3 stelle! - 44. Ripagare il favore si merita 3 stelle! - 45. Inseguire la preda si merita 3 stelle! - 46. Consegnare il mochi si merita 3 stelle! - EX. I ricordi preziosi si meritano 3 stelle!                                        |                        |                 |                                                                            |

### Anime

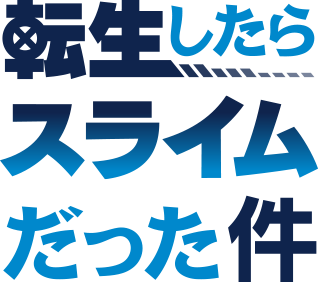
Logo della serie anime

Annunciato il 9 marzo 2018 sul dodicesimo volume delle light novel, un adattamento anime di venticinque episodi, prodotto da 8-Bit e diretto da Yasuhito Kikuchi, è stato trasmesso dal 1º ottobre 2018 al 25 marzo 2019. La composizione della serie è stata affidata a Kazuyuki Fudeyasu, mentre la colonna sonora è stata composta dagli Elements Garden. Le sigle di apertura e chiusura sono rispettivamente Nameless Story di Takuma Terashima e Another Colony di True.
Una seconda stagione era originariamente prevista per ottobre 2020. A fine maggio 2020 venne comunicato che la seconda stagione sarebbe stata trasmessa divisa in due parti, la prima dal 12 gennaio al 30 marzo 2021 preceduta però da un episodio riassuntivo andato in onda il 5 gennaio, mentre la seconda dal 6 luglio al 21 settembre 2021, dove anche in questo caso, è stata anticipata da un episodio riassuntivo trasmesso il 29 giugno 2021. Prodotta nuovamente dallo studio 8-Bit, lo staff e il cast presente nella prima stagione sono tornati a ricoprire i rispettivi ruoli. La sigla d'apertura è Storyteller di True mentre quella di chiusura è STORYSEEKER e viene cantata dagli STEREO DIVE FOUNDATION.
Una serie anime spin-off basata sul manga The Slime Diaries era prevista originariamente per gennaio 2021 ma venne posticipata al 6 aprile 2021 a causa della pandemia di COVID-19. La trasmissione si è conclusa il 22 giugno successivo. La serie viene animata anche in questo caso dallo studio 8-Bit sotto la regia di Yuji Ikuhara. La sceneggiatura è scritta da Kotatsumikan, il character design è curato da Risa Takai e Atsushi Irie mentre R.O.N ha composto la colonna sonora. La sigla d'apertura è Brand new diary cantata da Akane Kumada.
Dopo la conclusione della seconda stagione è stato annunciato un film d'animazione, intitolato That Time I Got Reincarnated as a Slime The Movie: Scarlet Bond, previsto per il 2022 e uscito il 25 novembre. Il 9 novembre 2022 è stata annunciata una terza stagione. È stata trasmessa dal 5 aprile al 27 settembre 2024 su Nippon TV e le sue affiliate, oltre che su BS11. Come nei casi precedenti, è stata ancitipata da un episodio riassuntivo trasmesso il 29 marzo 2024. Lo staff della seconda stagione e della serie Visions of Coleus è tornato a ricoprire i rispettivi ruoli.
Dopo la messa in onda dell'ultimo episodio della terza stagione, è stata annunciata una quarta stagione e un secondo film.
Una serie ONA di 3 episodi, intitolata Visions of Coleus (コリウスの夢?, Koriusu no yume), è stata annunciata il 19 febbraio 2023 ed è stata pubblicata il 1º novembre 2023. Lo staff della seconda stagione è tornato a ricoprire i rispettivi ruoli insieme a Toshizo Nemoto che si occupa della sceneggiatura. La sigla d'apertura è Hikari hanatsu (ヒカリハナツ?) cantata da Takuma Terashima mentre quella di chiusura da Miho Okasaki.
In tutto il mondo, ad eccezione dell'Asia, l'anime e i suoi derivati sono stati pubblicati in streaming in simulcast sulla piattaforma streaming Crunchyroll.

### Videogioco
Durante l'evento AnimeJapan 2021 è stato annunciato un videogioco di ruolo gratuito per smartphone intitolato Tensei shitara Slime datta ken: Maō to ryū no kenkoku-tan (転生したらスライムだった件 魔王と竜の建国譚?, Tensei shitara Suraimu datta ken: Maō to ryū no Kenkoku-tan). Sviluppato da Bandai Namco Games, è stato pubblicato nel 2021. Il gioco è stato pubblicato in inglese con il titolo That Time I Got Reincarnated as a Slime: ISEKAI Memories.
Il gioco The Seven Deadly Sins: Grand Cross ha avuto un evento crossover in cui alcuni dei personaggi della serie potevano essere ottenuti per un tempo limitato.

## Accoglienza

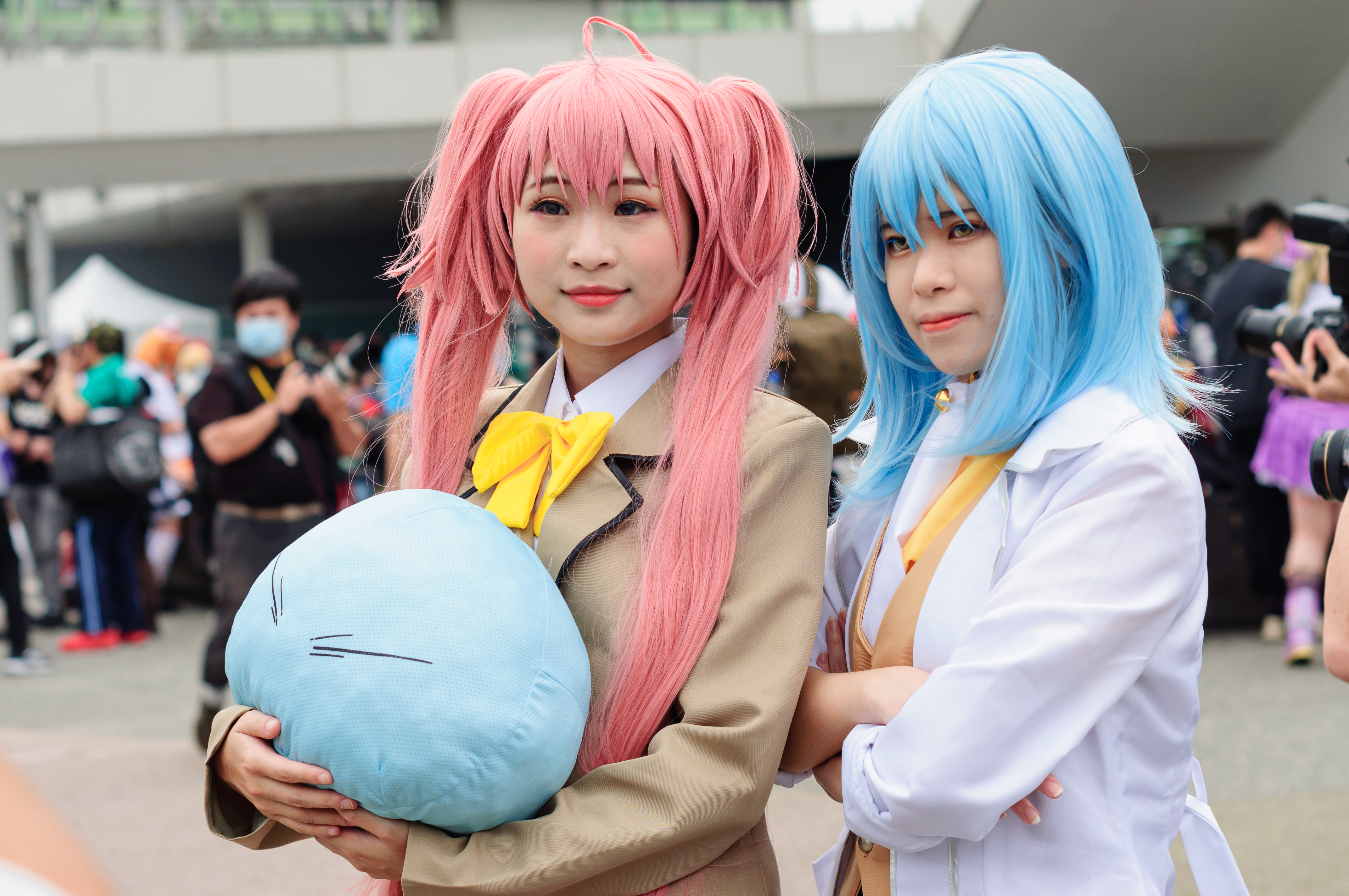
Cosplayer di Milim e Limur

La serie di light novel ha oltre 4.5 milioni di copie in circolazione. Nel 2017 ha ottenuto l'ottavo posto nella classifica delle migliori light novel in formato tankōbon secondo la guida annuale di light novel Kono light novel ga sugoi! di Takarajimasha, nel 2018 si è aggiudicata il sesto posto mentre nel 2019 è arrivata al quinto. Nel 2018, la light novel e il manga hanno raggiunto i 6.5 milioni di copie vendute.
È stato il quinto titolo più venduto del 2018 con 539 277 copie e il suo adattamento manga è stato il nono titolo più venduto del 2018 con 3 460 066 copie. È diventata anche la prima serie manga basata su una light novel con almeno 20 milioni di copie totali in stampa.
Nel 2019, Rimuru Tempest ha vinto il premio come miglior protagonista ai Crunchyroll Anime Awards. IGN ha elencato That Time I Got Reincarnated as a Slime come uno dei migliori anime degli anni 2010, descrivendolo come un anime che era abbastanza maturo dei tropi del genere isekai ma lo faceva in modo leggermente diverso in quanto erano presenti diversi generi quali azione, avventura, fantapolitica, harem (non troppo esagerato) assieme a un sacco di drammi strazianti e momenti divertenti che infrangono la quarta parete, trovandolo un titolo salutare per gli amanti del fantasy, in particolar modo dei JRPG.
L'adattamento manga è stato candidato per il 45º Premio Kodansha per i manga nella categoria shōnen nel 2021. Tra il 23 novembre 2020 e il 23 maggio 2021, la serie di light novel ha venduto un totale estimato di 357 852 copie, arrivando al secondo posto nelle classifiche. Dalla serie sono stati tratti anche degli orologi da polso.